# パックインタイム
『パックインタイム』は、1995年1月3日に日本のナムコから発売されたスーパーファミコンおよびゲームボーイ用横スクロールアクションゲーム。
同社の『パックマンシリーズ』では『パックランド』（1984年）以来となるアクションゲーム。本作はストーリー的には『ハロー!パックマン』（1994年）の続編に当たる。アビラスネッターの呪文によって見知らぬ世界へと飛ばされたパックマンを元の世界に返すことが目的となっており、シリーズ恒例の「ドット」を集める要素も組み込まれている。
開発はフランスのAtreid Conceptが行い、本作の元となったパソコン用ソフト『Fury of the Furries』（1993年）を手掛けたスタッフが多く参加しており、プロデューサーはティエリー・ロビン、ゲーム・デザインはシリル・フォンテーヌ、音楽はフレデリック・モット、グラフィックはフランソワ・リマッソンが担当している。
同年に北米においてPC/AT互換機に移植された。

## ゲーム内容

### システム
各ステージはドットを規定数を集めて出口ドアに入ればクリアとなる。ステージは10ステージごとに「山」「森」「寺院」「村」「城」とエリアが区切られており、5ステージごとにパスワードが発行される。最終51面のボスを倒すとエンディングとなる。
ライフ制を採用し、ゲームオーバーになってもコンティニューが一定回数可能である。
GB版はドットの代わりに時間制限があり、ライフ制もないなどSFC版とは内容が異なっている。

### アイテム
ドット
クリアするためにはすべて回収する必要があり、各ステージに一定数散らばっている。
フルーツ
ライフを回復する。
1UP
パックマンの形をしたアイテムで、残機が1つ増える。
カギ
一部の宝箱やドアを開けるのに必要となる。

### 魔法のリング
パックマンは魔法のリングをくぐることで、4つの能力を得られる（初期状態で持っているものもある一方、ステージによっては一部のリングが存在しない場合がある）。リングはくぐると黒くなり、そのリングを再びくぐると能力は失われる。
ロープ
使うことで上に上がったり、オブジェクトを引っ張ったりできる。緑色のリングをくぐると入手できる。
ファイヤー
敵を倒したり、物を壊したりできる。黄色のリングをくぐると入手できる。
スイム
水中を泳ぐことができるようになる。水中にいる間は能力の切り替えができない。青色のリングをくぐると入手できる。
ハンマー
床下を壊す、敵を潰す、オブジェクトを壊すなどができる。赤色のリングをくぐると入手できる。

## キャラクター
パックマン
主人公。アビラスネッターの呪文によって見知らぬ世界へと飛ばされ、その際に手足や鼻を短くされてしまった。
アビラスネッター
悪の親玉の魔女で、今までの作戦が全て失敗に終わっていたことで、パックマンの抹殺をたくらみ見知らぬ世界へと飛ばしてしまった。
ゴースト
シリーズではおなじみのキャラクターで、今回もパワーエサをとった状態で触れると倒すことができる。

## 移植版
| No. | タイトル    | 発売日    | 対応機種    | 開発元         | 発売元 | メディア           | 型式 | 備考 |
| --- | ----------- | --------- | ----------- | -------------- | ------ | ------------------ | ---- | ---- |
| 1   | Pac-In-Time | 1995年2月 | PC/AT互換機 | Atreid Concept | ナムコ | フロッピーディスク | -    |      |

## スタッフ
- コーディング：アラン・ギュイ
- デザイン：シリル・フォンテーヌ
- グラフィック：フランソワ・リマッソン
- グラフィック・アドバイザー：ジーン・ミッシェル・ランゲ
- 音楽：フレデリック・モット
- サウンドFX：オリビエ・バイリー・メイトラ
- テクニカル・ディレクター：オリビエ・ゴゲル
- プロデューサー：ティエリー・ロビン

## 評価
スーパーファミコン版
ゲーム誌『ファミコン通信』の「クロスレビュー」では7・7・6・7の合計27点（満40点）、『ファミリーコンピュータMagazine』の読者投票による「ゲーム通信簿」での評価は以下の通りとなっており、21.5点（満30点）となっている。
| 項目 | キャラクタ | 音楽 | お買得度 | 操作性 | 熱中度 | オリジナリティ | 総合 |
| 得点 | 4.0        | 3.4  | 3.6      | 3.4    | 3.5    | 3.6            | 21.5 |

ゲームボーイ版
ゲーム誌『ファミコン通信』の「クロスレビュー」では4・6・7・5の合計22点（満40点）、『ファミリーコンピュータMagazine』の読者投票による「ゲーム通信簿」での評価は以下の通りとなっており、20.6点（満30点）となっている。
| 項目 | キャラクタ | 音楽 | お買得度 | 操作性 | 熱中度 | オリジナリティ | 総合 |
| 得点 | 3.8        | 3.5  | 3.2      | 3.6    | 3.3    | 3.2            | 20.6 |